# ثبج
الثَبَج (الجمع: ثِبْجَان) أو البومة المتوارية (الاسم العلمي: Otus) جنس من البومات النمطية ويقتصر تواجدها على العالم القديم. الثبج هو أكبر جنس من البوم مع 59 نوعًا. تتلون البومات المتوارية بأنماط بنية مختلفة، وأحيانًا يكون الجانب سفلي أو وجه أفتح لونا، مما يساعد على تمويهها على لحاء الأشجار. بعضها متعدد الأشكال. أحجام أفراد هذا الجنس صغير ويتميزون بالرشاقة. عادة ما تكون الإناث أكبر من الذكور.

## الأنواع
يحتوي جنس الثبج على 59 نوعًا (بما في ذلك 3 أنواع منقرضة)، منها:
- ثبج عربي
- ثبج مخطط
- ثبج أوراسي
- ثبج سقطري